# Jeleń (Piecki)
Jeleń ist ein kleiner Ort in der polnischen Woiwodschaft Ermland-Masuren. Er gehört zur Landgemeinde Piecki (deutsch Peitschendorf) im Powiat Mrągowski (Kreis Sensburg).
Jeleń liegt in der südlichen Mitte der Woiwodschaft Ermland-Masuren, 13 Kilometer südlich der Kreisstadt Mrągowo (Sensburg). Von Piecki aus führt eine Nebenstraße nach Goleń (Gollingen) durch Jeleń.
Der kleine Ort befindet sich in enger Nachbarschaft (polnisch Częśź wsi) zu Piecki. Über seine Geschichte, auch über einen etwaigen deutschen Namen aus der Zeit vor 1945, ist nichts belegt.
Kirchlich ist er an die Filialgemeinde Piecki der evangelischen Pfarrei Mrągowo in der Diözese Masuren der Evangelisch-Augsburgischen Kirche in Polen angebunden, ebenso an die katholische Pfarrei Piecki im Erzbistum Ermland in der polnischen katholischen Kirche.